# Harry Perry
Harry Perry a korabeli leírások alapján az első magyar nemzeti labdarúgó-játékvezető. Egyéb foglalkozása: testedző.

## Játékos pályafutása
A korabeli ifjúságra jellemzően képességei alapján több sportágat is művelt, az atlétika volt az erőssége. Hazájában elterjedő labdarúgást is kipróbálta, fizikai felkészültségének – jó futókészség – köszönhetően örömmel játszotta.

## Pályafutása

### Nemzeti játékvezetés
Korában még nem volt játékvezető képzés, csak olyan sportemberek voltak, akik valamilyen mértékben – hallották, a Sport Világban megjelent töredék ismertetőkből – megismerték a football játék szabályait és szükségből, önfeláldozásukból lettek bírók
Hogy ki fújta meg az első bírói sípot Magyarországon? Ez örök vita lehet. A történelmi leírások alapján a játékszabályokkal, a labdával történő játék alapismereteivel Harry Perry rendelkezett. Perry a játék magyarázata után megkezdődő nyilvános bemutatót az ő síphangjának segítségével irányította.

## Sportvezetői pályafutása
Valószínű, hogy Magyarországra az első igazi angol football labdát a Magyar Athlétikai Club (MAC) atlétáinak angol trénere hozta, Az Orczy-kertben előbb a Ludovika-akadémia tanárai és növendékeit tanította az alapfogásokra, majd a MAC sportolókat is megfertőzte a játékkal. Az ő működésének köszönhetően pár hónap elteltével, 1895. december 8-án, a Millenárisban megtartott hagyományos téli sportviadal programján: atlétika, műkerékpározás, birkózás, ökölvívás, valamint futballjáték bemutatása is szerepelt. 
Dr. Füzesséry Árpád, aki a Magyar Úszó Egyesület egyik vezetőjeként külföldi utazásai során felfedezte a vízilabdázást, Perryt, kérte meg arra, hogy küldesse el neki a sportág szabálykönyvét.